# Emily Kuroda
Emily Keiko Kuroda (* 30. Oktober 1952 in Fresno County, Kalifornien) ist eine US-amerikanische Schauspielerin.

## Biografie
Emily Kuroda begann in der High School zu schauspielern und Regie zu führen. Am College studierte sie Theater, bekam aber nahegelegt, lieber Lehrerin als selbst Schauspielerin zu werden. Allerdings traf sie auf die „East West Players“, die erste asiatisch-amerikanische Theatergruppe in Los Angeles, der sie sich im Sommer 1978 anschloss und ihr eigenes Schauspieltalent entdeckte.
Kuroda wirkte vor allem an Fernsehproduktionen und -serien mit, beispielsweise 1991 in der Krimiserie Columbo. Von 2000 bis 2007 spielte sie die Rolle der Mrs. Kim in der Erfolgsserie Gilmore Girls. 2016 war sie auch in einer Folge der Fortsetzung Gilmore Girls: Ein neues Jahr zu sehen.
Ihr Schaffen als Schauspielerin umfasst mehr als 90 Produktionen für Film und Fernsehen.

## Filmografie (Auswahl)
- 1981: Remington Steele (Fernsehserie)
- 1988: MacGyver (Fernsehserie)
- 1988–1989: L.A. Law – Staranwälte, Tricks, Prozesse (L.A. Law, Fernsehserie)
- 1989: Worth Winning
- 1989: Dad
- 1990: Why me? – Warum gerade ich? (Why Me?)
- 1991: Late for Dinner
- 1991: Columbo: Der erste und der letzte Mord (Caution: Murder Can Be Hazardous to Your Health, Fernsehreihe)
- 1996: Emergency Room – Die Notaufnahme (ER, Fernsehserie)
- 1997: Yellow
- 1998: Schatten der Leidenschaft (The Young and the Restless, Fernsehserie, 6 Folgen)
- 1999: The Suburbans – The Beat Goes On! (The Suburbans)
- 2000–2007: Gilmore Girls (Fernsehserie, 43 Folgen)
- 2001: King of Queens (Fernsehserie)
- 2001–2002: The Agency – Im Fadenkreuz der C.I.A. (The Agency, Fernsehserie, 3 Folgen)
- 2002: Chicago Hope – Endstation Hoffnung (Chicago Hope, Fernsehserie)
- 2004: Six Feet Under – Gestorben wird immer (Six Feet Under, Fernsehserie)
- 2005: Shopgirl
- 2007–2014: Reich und Schön (The Bold And The Beautiful, Fernsehserie, 6 Folgen)
- 2008: The Sensei
- 2008–2009: Under One Roof (Fernsehserie, 13 Folgen)
- 2008: Grey’s Anatomy (Fernsehserie)
- 2014: Sequestered (Fernsehserie, 12 Folgen)
- 2014–2015: Just Us Guys (Fernsehserie, 5 Folgen)
- 2015: General Hospital (Fernsehserie, 2 Folgen)
- 2016: Gilmore Girls: Ein neues Jahr (Gilmore Girls: A Year in the Life, Miniserie, 1 Folge)
- 2019: The Good Doctor (Fernsehserie)
- 2021: Porcupine
- 2023: Die Gabe (The Power, Fernsehserie, 5 Folgen)

## Auszeichnungen
- Dramalogue Awards für Ikebana, The Maids, Minimata, The Golden Gate und Visitors from Nagasaki
- von der Stadt Los Angeles eine Auszeichnung für About Love
- den Garland Award für eine außerordentliche Darbietung für Straight As a Line
- Los Angeles Award Nominierung als beste Hauptdarstellerin für Straight As a Line
- Entertainment Today Auszeichnung als beste Schauspielerin für Winter People